# St. Margrethen
St. Margrethen, Sankt Margrethen (gsw. Zsàmmagreeta) – miejscowość i gmina we wschodniej Szwajcarii, w kantonie St. Gallen, w okręgu Rheintal.

## Demografia
W St. Margrethen mieszka 6 087 osób. W 2021 roku 50,4% populacji gminy stanowiły osoby urodzone poza Szwajcarią. 

## Transport
Przez teren gminy przebiegają autostrady A1 i A13 oraz drogi główne nr 7, nr 13 i nr 436. 